# Beechcraft Twin Beech
Beechcraft Twin Beech, egentligen Beechcraft Model 18, är ett amerikanskt tvåmotorigt skol- och transportflygplan.

## Användning i Sverige
Flygplanet användes av Svenska flygvapnet och hade benämningen Tp 45 och Tp 45A. Tp 45 hade två Wright Whirlwind-motorer. Det fanns plats för två besättningsmän och sex passagerare.
FvNr 45002 försågs med flottörer efter att ha flyttats till F 2 Hägernäs. I augusti 1958 totalhavererade flygplanet vid landning på Hägernäsviken. Alla ombordvarande räddades.